# Hehua, Guangdong
Hehua (kinesiska: 荷花) är en köping i sydöstra Kina. Den ligger i Gaozhou i staden Maoming i provinsen Guangdong,  omkring 280 kilometer väster om provinshuvudstaden Guangzhou. Antalet invånare är 32 439. Befolkningen består av 15 782 kvinnor och 16 657 män. Barn under 15 år utgör 31 %, vuxna 15-64 år 57 %, och äldre över 65 år 10,0 %.